# Škoda 7Tr
Škoda 7Tr (укр. Шкода 7Тр) — тролейбус, що випускався фірмою Skoda у 1951—1955 роках. Було випущено трохи більше 150 екземплярів. Škoda 7Tr замінив на конвеєрі модель Škoda 6Tr.

## Історія
У 1950 році завод виготовив модернізований варіант моделі Škoda 6Tr — Škoda 7Tr. За кузовом та електрообладнанням тролейбус був практично ідентичний Škoda 6Tr. Моделі оснащувалися електрообладнанням від чеських фірм ČKD i Škoda. Конструктори прагнули вдосконалити навіть самі здавалося б незначні побажання експлуатаційних підприємств. Так, перед панеллю приладів були встановлені компактні обігрівачі, що запобігають утворенню криги на вітрових стеклах. Вперше в історії тролейбусного виробництва «Škoda» у 1954 році модель Škoda 7Tr була продана за кордон — в столицю Польщі Варшаву.
На початку 1960-х років у Варшаві створений саморобний зчленований тролейбус на базі двох машин Škoda 7Tr. 
Тролейбуси Škoda 7Tr експлуатувалися до 1981 року.

## Опис і технічні характеристики

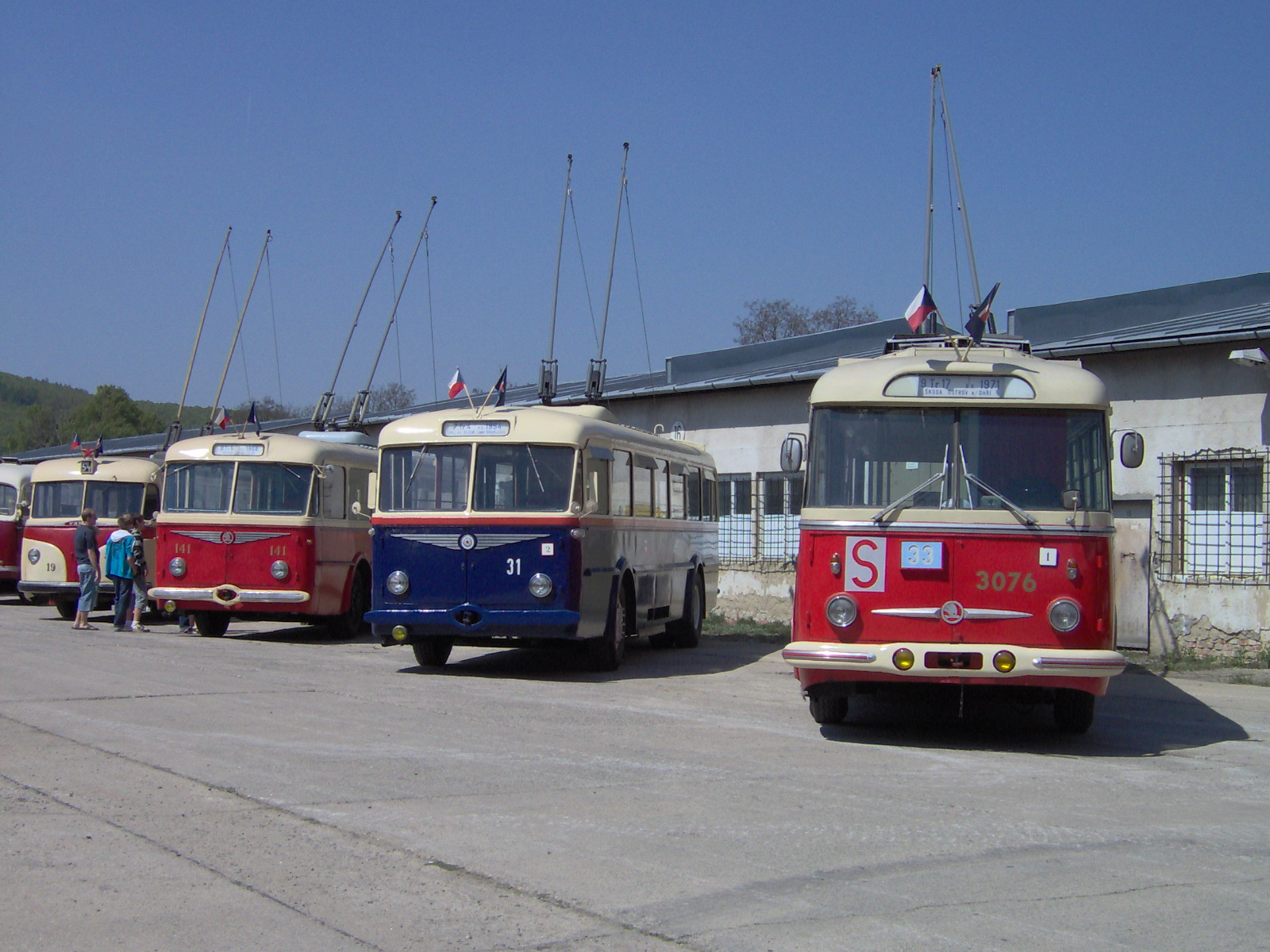
Тролейбуси у Технічному музеї Брно, зліва направо: Tatra T400,Škoda 8Tr,Škoda 7Tr,Škoda 9Tr

За кузовом та електрообладнанням тролейбус 7Tr був дуже подібним до 6Tr — так 7Tr став довшим на 20 сантиметрів і мав двигун та електрообладнання подібне до 6Tr. Довжина «сімки» становила 10,70 метри. Кузов тролейбуса, що було незвично до тих часів, був несучий, головним несучим елементом конструкції був сталевий каркас, об'єднаний з рамою-фермою, що виконувала функцію зміцнення конструкції. На каркас тролейбуса кріпилися усі вузли та агрегати. Кузов тролейбуса був повністю металевий, каркас був виготовлений зі сталевих труб, а обшивка — зі сталевих листів, обшивка бортів 7Tr була цільнотягнутою.
На Škoda 7Tr ставилися тягові електродвигуни постійного струму чеського виробництва заводів Škoda або ČKD потужністю 96 кіловат. Тяговий електродвигун розміщувався у колісній базі під підлогою салону, а крутний момент, створюваний ТЕД, передавався на задні ведучі колеса. Тролейбус був не особливо швидким, однак на ті часи швидкості у 45—50 км/год цілком вистачало. Система керування й інша електроніка була виготовлена фірмами ČKD i Škoda, у процесі експлуатації деяким Škoda 7Tr міняли електрообладнання та ставили подібне до Škoda 8Tr. Система керування тяговим двигуном — реостатно-контакторна.
Зовні Škoda 7Tr дуже нагадувала Škoda 6Tr, передки цих машин були практично ідентичними. Цікаво, що у Škoda 7Tr склоочисники кріпилися зверху, а у Škoda 6Tr — знизу, у Škoda 7Tr були характерні на той час одиночні круглі фари. Також вельми примітно, що у тогочасних Шкод, вже були штанговловлювачі. Для живлення низьковольтних мереж тролейбуса застосовувався допоміжний електродвигун (умформер), що перетворював вхідну напругу у 600 В у 24 В.
Škoda 7Tr мала три двері, при чому двері були досить широкі, що пришвидшувало пасажирообіг. Привод дверей — електричний. Висота підлоги становила 75 сантиметрів над поверхнею землі. Салон був вельми непоганий, як на той час, з досить великою площею остеклення, сидіннями з дермантиновою обшивкою. Для оббивки салону використовувався композитний матеріал — фанера. Салон був обладнаний 19—24 сидіннями, ще близько 60 чоловік могли їхати у салоні стоячи. Загальна місткість становила близько 80 чоловік. Для вентиляції салону використовувалися відкидні кватирки, а для опалення — тепло пуско-гальмівних реостатів. За деякими даними, у тролейбуса були електровентилятори у салоні.
Кабіни водія як такої не було у цих моделей Шкод, приладова панель була аналогічна Škoda 6Tr. Слід зауважити, що у Škoda 7Tr були три педалі — одна це пускова педаль, акселератор, була справа, друга педаль електрогальмо (посередині) і третя педаль — пневмогальмо — була зліва. Хоч панель була проста, однак функціональна, органи керування були представлені тумблерами, кнопками та перемикачами, були наявні манометр пневмосистеми і спідометр.
| Параметр                             | Значення                                             |
| ------------------------------------ | ---------------------------------------------------- |
| Довжина, мм                          | 10700                                                |
| Ширина, мм                           | 2500                                                 |
| Висота                               | 3290                                                 |
| Споряджена маса, кг                  | 10000                                                |
| Повна конструктивна маса, кг         | 16000                                                |
| Висота підлоги над рівнем дороги, см | 75                                                   |
| Кількість дверей, шт                 | 3                                                    |
| Сидячих місць, чол                   | 19—24                                                |
| Стоячих місць, чол                   | 58—61                                                |
| Повна місткість, чол                 | 80—85                                                |
| Тяговий двигун                       | Al 2943 sN (Škoda) ČKD SZ 2 OCB 8-C (ČKD)            |
| Потужність, кіловат                  | 96                                                   |
| Кількість ТЕД, шт                    | 1                                                    |
| Система управління ТЕД               | реостатно-контакторна виробництва фірм «Škoda»/«ČKD» |
| Робоча напруга, Вольт                | 600                                                  |
| Бортова напруга, Вольт               | 24                                                   |
| Ведучий міст                         | задній                                               |
| Максимальна швидкість, км/год        | 45—56                                                |

## Експлуатація
За час виробництва у 1951—1955 роках випущено понад 150 екземплярів даної моделі. Вони експлуатувалися у містах сучасної Чехії (Брно, Острава, Опава, Пардубице,Тепліце,Їглава та деяких інших), у Польщі у Варшаві й у Словаччині у Братиславі. Škoda 7Tr виявилися непоганими машинами і слугували довго, деякі машини проїздили до початку 1980-х років у Опаві.
Один музейний тролейбус знаходиться у Технічному музеї у Брно.

## Фото

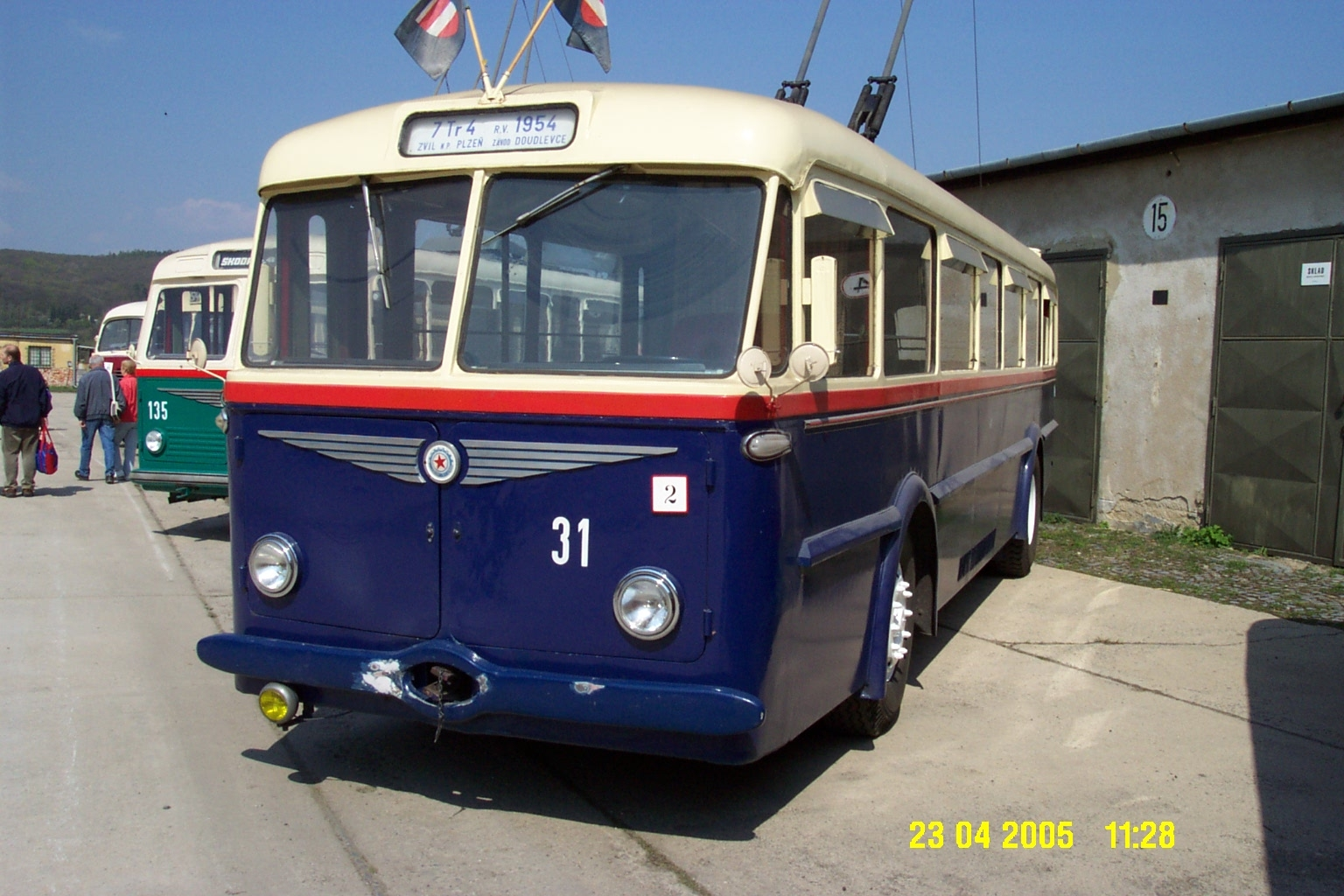
Тролейбус спереду...
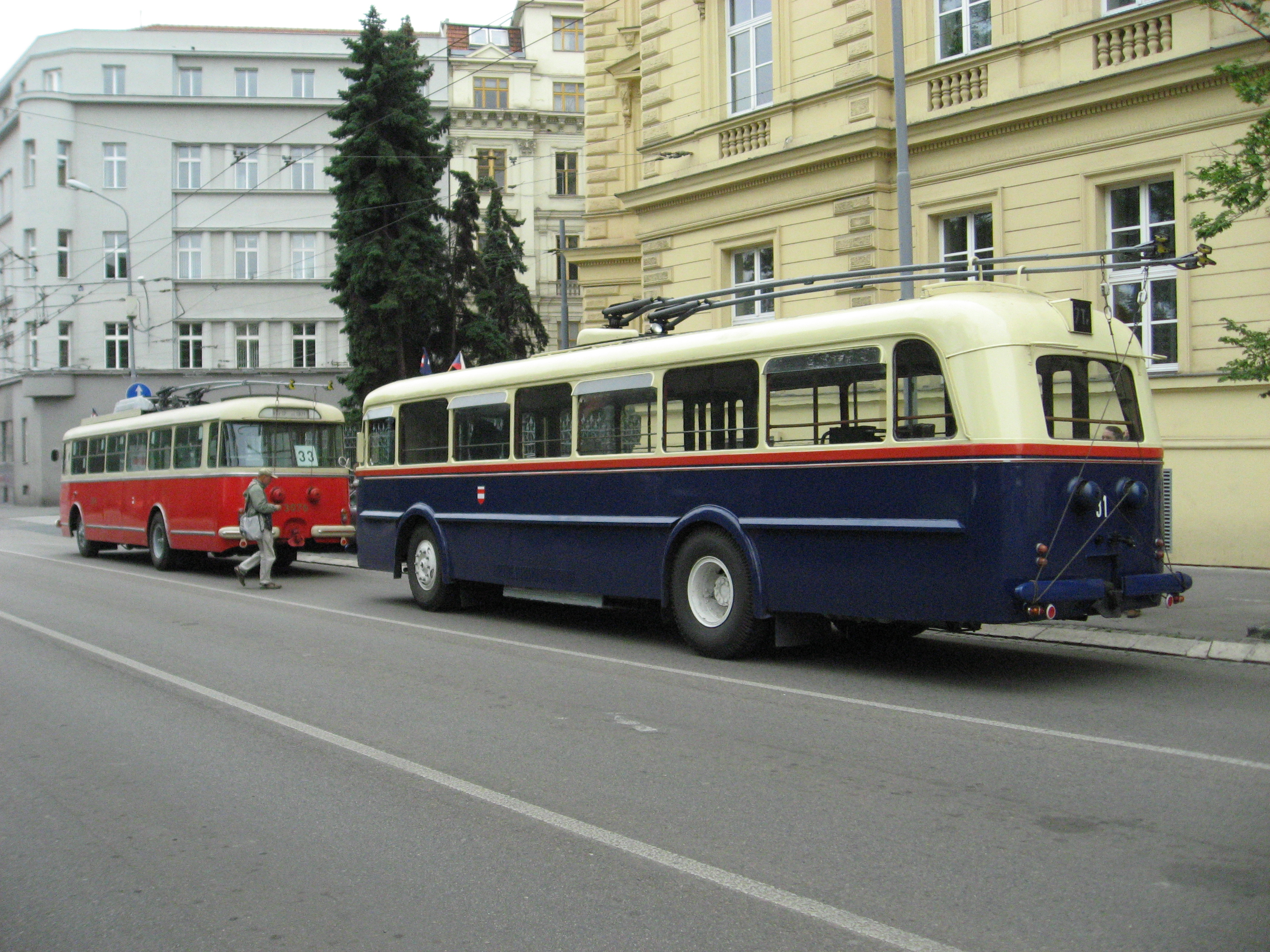
...збоку...
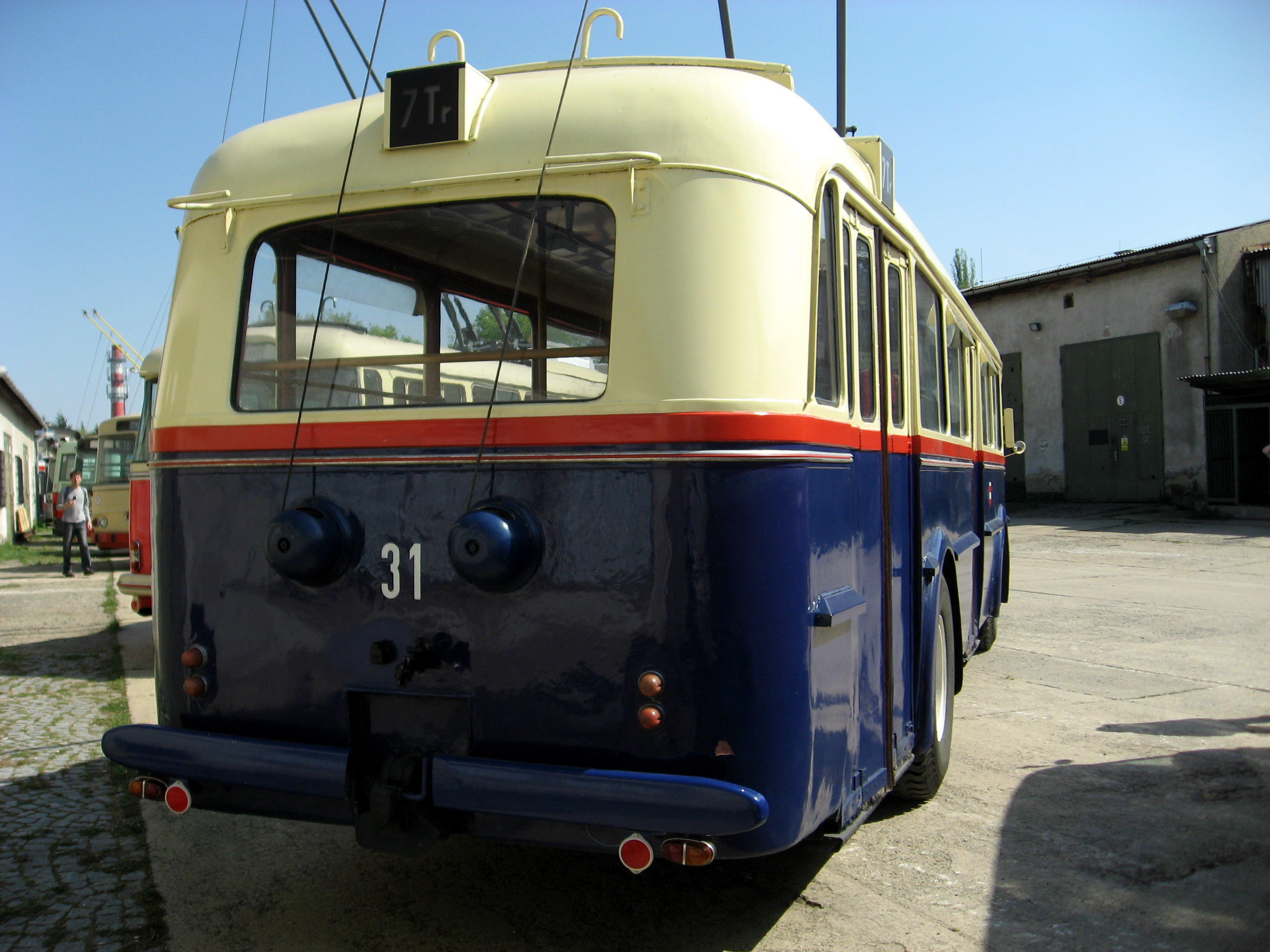
...ззаду...
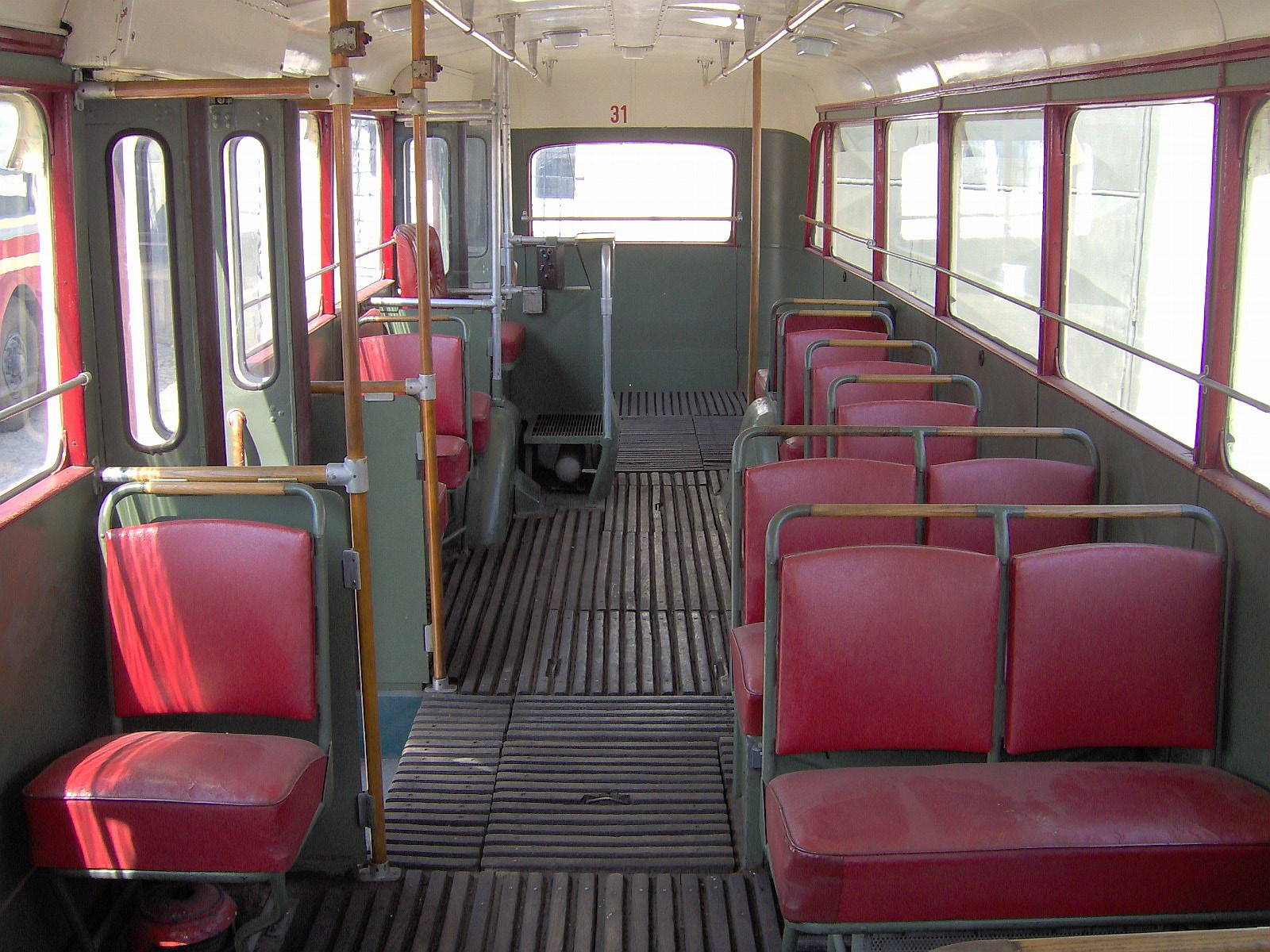
...і всередині.